# Forces armées de la république de Sierra Leone
 (avril 2022).
Si vous disposez d'ouvrages ou d'articles de référence ou si vous connaissez des sites web de qualité traitant du thème abordé ici, merci de compléter l'article en donnant les références utiles à sa vérifiabilité et en les liant à la section « Notes et références ».
Les forces armées de la république de Sierra Leone (RSLAF) sont les forces armées de la Sierra Leone, responsables de la sécurité territoriale des frontières de la Sierra Leone et de la défense des intérêts nationaux de la Sierra Leone, dans le cadre de la Constitution de la Sierra Leone de 1991 et des lois internationales. Les forces armées ont été formées après l'indépendance en 1961, sur la base d'éléments de l'ancienne Royal West African Frontier Force britannique, alors présente dans la colonie et protectorat de la Sierra Leone. Vers 2010, les forces armées de la Sierra Leone comptaient environ 13 000 membres. 
Avant l'indépendance de la Sierra Leone en 1961, l'armée était connue sous le nom de Royal Sierra Leone Military Force. Les forces armées ont pris le contrôle en 1968, amenant le National Reformation Council au pouvoir. Le 19 avril 1971, lorsque la Sierra Leone est devenue une république, la Royal Sierra Leone Military Force a été rebaptisée Republic of Sierra Leone Military Force (RSLMF). La RSLMF est restée une organisation à service unique jusqu'en 1979, date à laquelle la Sierra Leone Navy a été créée. Elle est ensuite restée pratiquement inchangée pendant 16 ans, jusqu'à ce qu'en 1995, le quartier général de la défense soit créé et que la Sierra Leone Air Wing (SLAW) soit formée. Le RSLMF a alors été rebaptisé Forces armées de la république de Sierra Leone (AFRSL).
Les forces armées de la Sierra Leone sont dirigées par le chef d'état-major de la défense, qui est légalement l'officier militaire le plus haut gradé de l'armée de la Sierra Leone. Le président de la Sierra Leone a le pouvoir constitutionnel de révoquer le chef d'état-major des forces armées de la Sierra Leone à tout moment. L'actuel chef d'état-major des forces armées de la Sierra Leone est le général de division Brima Sesay. Il a été nommé par le président Ernest Bai Koroma. Le major Sesay a succédé au major général John Milton a été démis de ses fonctions de chef d'état-major des forces armées de la Sierra Leone le 30 novembre 2017.
Le président Ahmad Tejan Kabbah a annoncé en janvier 2002 que l'armée de la Sierra Leone (SLA) serait unifiée avec la minuscule Sierra Leone Air Force et la moribonde Sierra Leone Navy pour former une force reconstituée connue sous le nom de Republic of Sierra Leone Armed Forces (RSLAF).
Au cours de l'état d'urgence annoncé dans le pays en raison de l'épidémie d'Ebola en Afrique de l'Ouest en 2014, les forces armées ont aidé à protéger les zones de quarantaine pour les personnes ayant été infectées par le virus.

## Leadership
Le président de la Sierra Leone est constitutionnellement le commandant en chef de l'armée. Le ministère de la défense et de la sécurité nationale de la Sierra Leone est chargé de superviser l'armée. Le ministère est dirigé par un ministre de la défense et de la sécurité nationale, qui est un civil et un membre du cabinet du président. L'actuel ministre de la défense est un major général à la retraite, Alfred Paolo Conteh.
Le chef d'état-major de la défense (CDS) est le chef professionnel des RSLAF. Il est responsable de l'administration et du contrôle opérationnel de l'armée sierra-léonaise. Il s'agit du poste militaire le plus élevé du pays. L'actuel chef d'état-major de la défense est Robert Yira Koroma, qui a été nommé par l'ancien président Ernest Bai Koroma en août 2010 pour remplacer le général de division Alfred Nelson Williams, qui a été placé en congé de fin de carrière.
Le brigadier David Lansana a été nommé commandant de l'armée de la Sierra Leone en 1964. Le brigadier Lansana a pris le contrôle de l'armée du conseiller colonial britannique, le brigadier R.D. Blackie, lorsque le Premier ministre Albert Margai, proche allié de Lansana, est arrivé au pouvoir. Il était issu de la tribu Mende, tout comme Margai, et des conflits existaient entre les tribus du nord, les Krios et les Mendes. En 1967, Margai, qui promouvait un État à parti unique (non démocratique), a été battu lors d'une élection générale. Lansana a organisé un bref coup d'état, arrêtant Siaka Stevens, le vainqueur démocratique de l'élection et l'armée a été purgée des officiers nordistes et krios.
En 1985, le major général Joseph Saidu Momoh, commandant de l'armée, a succédé au président Siaka Stevens. On ne sait pas exactement quel était le titre de Momoh, mais il est probable qu'il était l'officier militaire le plus haut gradé de Sierra Leone et qu'il occupait le poste prédécesseur du CDS.
Komba Mondeh a occupé le poste de CDS pendant l'administration du NPRC de 1992 à 1996.
Brigadier-général Tom Carew a été chef d'état-major de la défense d'avril 2000 à novembre 2003. Il pourrait avoir été promu au grade de major général pendant son mandat.
Le major général Alfred Nelson-Williams est actuellement le chef d'état-major de la défense. Nelson-Williams a succédé au Major Général Edward Sam M'boma, parti à la retraite, le 12 septembre 2008.

## Armée de la Sierra Leone

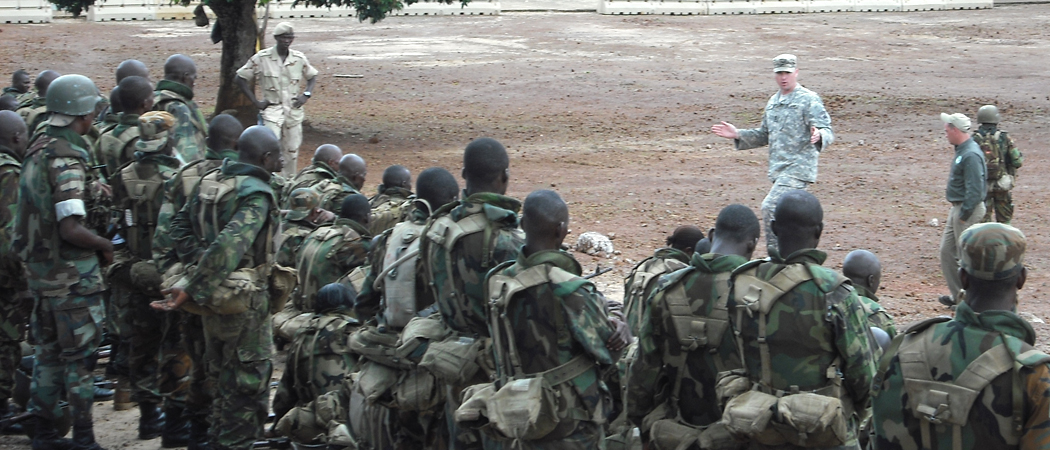
Le général de division David R. Hogg (au centre), commandant de l'armée américaine en Afrique, inspecte les troupes sierra-léonaises lors d'une cérémonie de déploiement le 20 mai 2011.

L'armée est inspirée de l'armée britannique et a vu le jour après l'indépendance en 1961. Le noyau de l'armée était basé sur le bataillon sierra-léonais de la Royal West African Frontier Force, qui est devenu le Royal Sierra Leone Regiment, puis le Republic of Sierra Leone Regiment.
En 1991, le RUF a commencé à faire la guerre au gouvernement, et l'armée est passée à l'offensive vers la fin de l'année avec des troupes de Guinée. En 1992, l'armée a été portée à 6 150 hommes sous le président Joseph Saidu Momoh, dans le cadre d'une " stratégie mal conçue qui a éradiqué les quelques éléments de cohésion qui subsistaient dans l'armée... les recrues étaient principalement des vagabonds, des chômeurs ruraux et urbains, un bon nombre de voyous, de toxicomanes et de voleurs ".
Un effort d'expansion similaire après la prise de pouvoir de Valentine Strasser visait à faire passer l'armée à 14 000 hommes, en utilisant de jeunes criminels, des jeunes ayant abandonné l'école et des jeunes semi-lettrés. En conséquence, l'armée est devenue encore plus fragmentée, ce qui a conduit à l'effondrement complet du commandement et du contrôle pendant la guerre, et à nouveau après le coup d'État de l'AFRC en 1997 ".

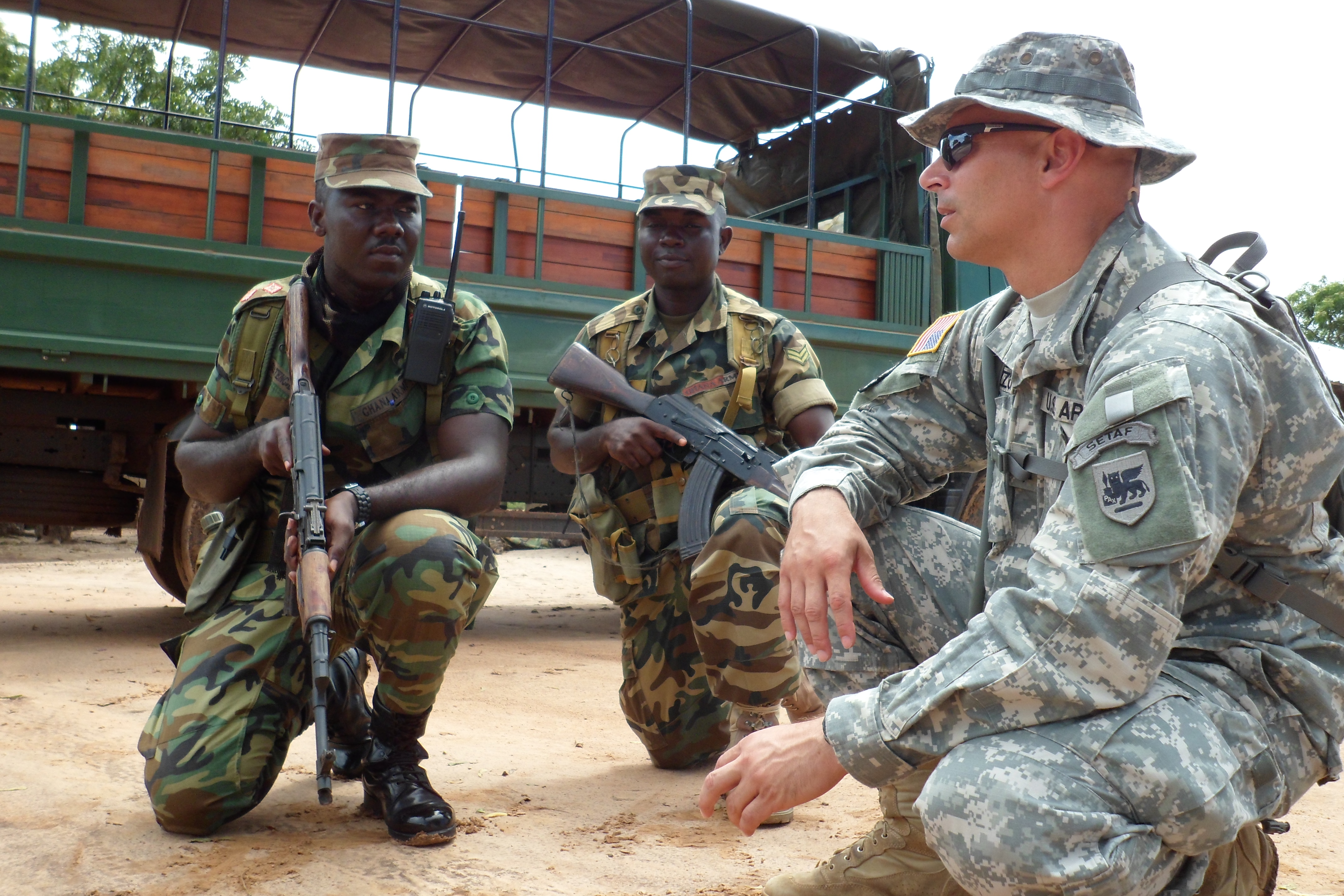
La Sierra Leone et les soldats américains

Au cours de la longue guerre civile de la Sierra Leone que le gouvernement a menée contre le Revolutionary United Front de 1991 à 2002, le coup d'État sierra-léonais de 1992 a permis aux forces armées de reprendre le pouvoir. En 1997, le Conseil révolutionnaire des forces armées a pris le pouvoir. Plus de 15 000 personnes ont péri pendant le conflit armé. Après le retour de la paix, les forces armées ont été lentement réduites en taille, passant d'environ 13 500 personnes en 2007 à 8 500 en 2010. Les forces armées britanniques, sous la forme d'une équipe de formation d'assistance militaire internationale (IMATT) d'environ 100 personnes, participent à la formation des nouvelles forces armées. L'IMATT devrait réduire ses effectifs à 45-55 personnes d'ici la fin de 2010. 
Aujourd'hui, l'armée est de loin la plus grande branche des forces armées et est responsable de la protection des frontières de l'État, de la sécurité des territoires administrés et de la défense des intérêts nationaux de la Sierra Leone dans le cadre de ses obligations internationales. Elle disposait d'une force active d'environ 13 300 personnes en 2007. Il était prévu de réduire les effectifs à 8 500 personnes d'ici 2011. Cependant, la réduction des effectifs à 8 500 a été réalisée à la fin de 2009. 
La force semble être composée de trois brigades, la 3e Brigade, autrefois basée à Kenema, mais depuis 2011 apparemment à Murray Town Barracks, Freetown, qui couvre la province de l'Est. La 3e Brigade comprend probablement le 9e Bataillon RSLAF à Simbakoro (près de Koidu).
De 1985 à 1991, le 1er Bataillon était à Wilberforce Barracks, Freetown. Ailleurs, on trouve la 4e Brigade, à Teko Barracks, Makeni, qui couvre la province du Nord (y compris le 2e bataillon RSLAF à Teko Barracks, Makeni, à partir de 2003), et la 5e brigade, qui couvre la province du Sud à partir du quartier général de Gondama Barracks, Bo. À partir de 2002, environ six conseillers IMATT ont été déployés avec chaque brigade RSLAF pour aider à la formation, à la planification, au personnel et aux opérations.
À mesure que la stabilité et la paix s'approfondissaient en Sierra Leone, les RSLAF visaient à créer une capacité à contribuer aux opérations internationales de soutien de la paix. Les sites Internet officiels indiquaient que "...à cette fin, les RSLAF ont ciblé 2007 comme année de base pour lancer une compagnie d'opérations de soutien de la paix pour la Communauté économique des États de l'Afrique de l'Ouest (CEDEAO), l'Union africaine et l'ONU. Cette compagnie serait progressivement portée à l'effectif d'un bataillon d'ici 2010. Pour concrétiser cette volonté, un cours sur les opérations de soutien de la paix a été introduit dans le programme de l'Académie militaire Horton de Freetown. Ce cours était destiné à améliorer le renforcement des capacités, et à former et préparer les officiers des RSLAF à leur futur rôle et à leur participation aux opérations internationales de soutien de la paix, et en particulier à la force en attente proposée par la CEDEAO".
La date espérée pour la capacité opérationnelle initiale de maintien de la paix a été repoussée jusqu'à la fin de l'année 2009, lorsqu'une compagnie de reconnaissance sierra-léonaise a été déployée au Darfour dans le cadre de la MINUAD. Les donateurs internationaux et le gouvernement de la Sierra Leone ont fourni les 6,5 millions de dollars nécessaires pour équiper l'unité et construire le camp de base sur le théâtre des opérations, à quelque 2 300 kilomètres à l'intérieur des terres, à partir de Port-Soudan.
Malgré les énormes ressources investies par le Royaume-Uni dans la réforme du secteur de la sécurité en Sierra Leone, les pressions financières sont constantes. La solde des soldats n'est que de 45 GBP plus un peu de riz pour un soldat par mois, et passe à 350 GBP pour le chef d'état-major. De graves pressions financières continuent de peser sur les frais de fonctionnement mensuels, le carburant, les rations, la papeterie et l'entretien " des équipements et des biens " étant rarement financés. L'opération Pebu, qui prévoyait la construction de nouveaux baraquements pour la force, était mal planifiée et donc extrêmement ambitieuse. En conséquence, elle a été réduite à deux sites seulement (Albrecht et Jackson 2009). En 2010, Robertshawe a déclaré que " les logements pour les soldats et leurs familles sont généralement épouvantables, sans eau courante ni ablutions, et sont souvent des cabanes ou des huttes en terre construites par eux-mêmes ".
Sans prendre de vacances, les commandants à tous les niveaux s'obstinent à projeter sur les tenues et les résultats de la force. Cette ligne de pensée est strictement conforme à la dynamique de la construction stratégique, opérationnelle et tactique de notre pensée. Ainsi, l'établissement de l'artillerie, de la confection et des unités agricoles des forces armées se situent entre ces initiatives. La traduction de ces efforts est la revue d'établissement de 2010. En tant que force, nous nous efforçons laborieusement de rattraper notre retard en matière de technologies de l'information. Le programme Africa Endeavour, lancé par le Commandement des États-Unis pour l'Afrique (AFRICOM), nous a cependant ouvert les yeux sur nos besoins en matière de communication, tant à l'intérieur qu'à l'extérieur. Notre plate-forme de communication de données par HF continue de jouer un rôle central pour faciliter la communication à l'échelle de la force.

### Équipement
La Sierra Leone dispose d'un armement moderne très limité. Le pays dispose d'une grande variété d'armes d'occasion importées. L'IISS Military Balance 2020 recense 31 mortiers, des fusils sans recul Carl Gustav et trois canons de défense antiaérienne en service. Les autres équipements de l'armée peuvent inclure le Heckler & Koch G3, le FN FAL, l'AK-47, la mitrailleuse légère RPD, et le RPG-7.
Deux chars T-72 ont été commandés à l'Ukraine en 1994 et ont été livrés à la Sierra Leone via la Pologne en 1995. Bien que brièvement entretenus et maintenus par la société sud-africaine Executive Outcomes, leur statut opérationnel est quelque peu douteux. Les forces mécanisées de Freetown sont soutenues par au moins dix ex-Slovaques OT-64 et trois Casspir, des véhicules blindés de transport de troupes à roues.

## Composante navale
Le RSLN était une branche des forces armées de la république de Sierra Leone chargée de la patrouille maritime des eaux territoriales de la Sierra Leone. En 2002, elle a été fusionnée avec les autres branches de service. Aujourd'hui, la force navale compte environ 500 personnes et exploite plusieurs petits bateaux et barges de patrouille. Leur principale responsabilité est de protéger et de sauvegarder l'intégrité territoriale de la mer de la Sierra Leone. Les officiers de la marine sierra-léonaise sont formés par les forces britanniques. Ils reçoivent un soutien financier de la Grande-Bretagne et de la Chine.
Le 25 septembre 2007, huit officiers de la marine guinéenne ont été arrêtés par la marine sierra-léonaise pour un acte de piraterie contre des pêcheurs titulaires d'une licence locale à l'intérieur des eaux sierra-léonaises. Des officiers de la marine sierra-léonaise formés par les Britanniques ont interrompu le hold-up en haute mer par des hommes armés à bord de deux vedettes le dimanche, à 18 milles nautiques (33 km) au large de la capitale Freetown, à l'intérieur de la zone d'exclusion économique de 200 milles (320 km) du pays. L'une des vedettes attaquantes s'est enfuie vers le nord, en direction de la Guinée, tandis que l'autre a été saisie. Les huit hommes arrêtés ont été trouvés en possession de fusils automatiques AK-47 et de sacs de poissons, dont des vivaneaux de grande valeur, prélevés sur les navires détenant une licence sierra-léonaise.

### Équipement
- 7 Type-62 FAC, livrés entre 1973 et 2006.
- 3 LSU de classe Pompoli (livrés par le Japon en 1980)

## Composante aérienne
En 1973, l'armée de l'air a été créée avec l'aide de la Suède sous la forme de deux avions d'entraînement Saab-MFI 15 biplaces. Saab a également fourni deux hélicoptères légers modèle 300 (269C) pour une formation complémentaire avec l'aide du Ghana, et un autre a été acquis comme transport présidentiel mais a été remplacé en 1976 par un MBB Bo 105. En 1978, les hélicoptères et les avions d'entraînement légers ont été vendus et l'armée de l'air a disparu ; le Bo 105 a été transféré au registre civil en 1985. En 1984, deux hélicoptères Aérospatiale SA 355F Ecureuil 2 sont entrés en service au ministère de la défense. Cinq hélicoptères Mil Mi-24V et deux Mil Mi-8 exploités par des mercenaires sont entrés en service à partir de 1995.
L'armée de l'air de la république de Sierra Leone a été fusionnée avec les autres services pour former les forces armées de la RSL à partir de 2002. La Sierra Leone possède une très petite composante aérienne avec une capacité offensive limitée. L'état de son équipement est inconnu, mais les avions ne sont pas opérationnels.